# St. Andrä, Weitensfeld im Gurktal
St. Andrä je naselje v Občini Weitensfeld im Gurktal v Okraju Šentvid ob Glini na Koroškem v Avstriji.